# Archivo Departamental del Cesar
El Archivo Departamental del Cesar 'Aníbal Martínez Zuleta' es un archivo general regional para salvaguardar documentos históricos del Departamento del Cesar, Colombia. El archivo está ubicado en la ciudad de Valledupar, Colombia, entre la calle 14 y carrera 13.

## Historia
El proyecto para construir el Archivo Departamental para el departamento del Cesar fue desarrollado por la administración del gobernador Luis Alberto Monsalvo para "conservar todo el patrimonio documental e histórico del Cesar", documentos que formen parte del patrimonio archivístico y tengan potencial de desaparecer, amparándose en la Ley General de Archivo 594 de 2000 (Ley de Archivo General).
En el 2013, el proyecto (contrato de obra 0911 – 02 – 2013) fue adjudicado al Consorcio 'Archivo del Cesar' por un costo de COP$6.887 millones de pesos e interventoría externa por un monto de COP$482 millones. La construcción inicialmente fue proyectada para ser ejecutada en 10 meses y ser entregada en marzo del 2015, pero tuvo un retraso de varios meses debido a protestas de los obreros e incumplimiento de salarios por parte del consorcio.
El edificio del Archivo Departamental del Cesar finalmente fue inaugurado el 22 de diciembre de 2015 y bautizado con el nombre del fallecido ex contralor general de la Nación y exalcalde de Valledupar, Aníbal Martínez Zuleta. Frente al edificio también fue develada una escultura llamada "el lector del tiempo".

## Arquitectura
El edificio tiene un diseño moderno y cubre 4.400 m². Cuenta con cuatro pisos, un sótano, un vestíbulo general y una recepción.